# IGS Linden
Die IGS Linden (Integrierte Gesamtschule Linden) ist eine integrierte Gesamtschule in Hannover. Sie befindet sich im Stadtteil Linden-Mitte.
Die IGS Linden ist die älteste integrierte Gesamtschule in Hannover. Sie war eine der sieben Versuchsschulen in Niedersachsen und ist seit ihrer Eröffnung am 1. August 1971 eine der größten Schulen Hannovers.

## Beschreibung

### Die Anfänge

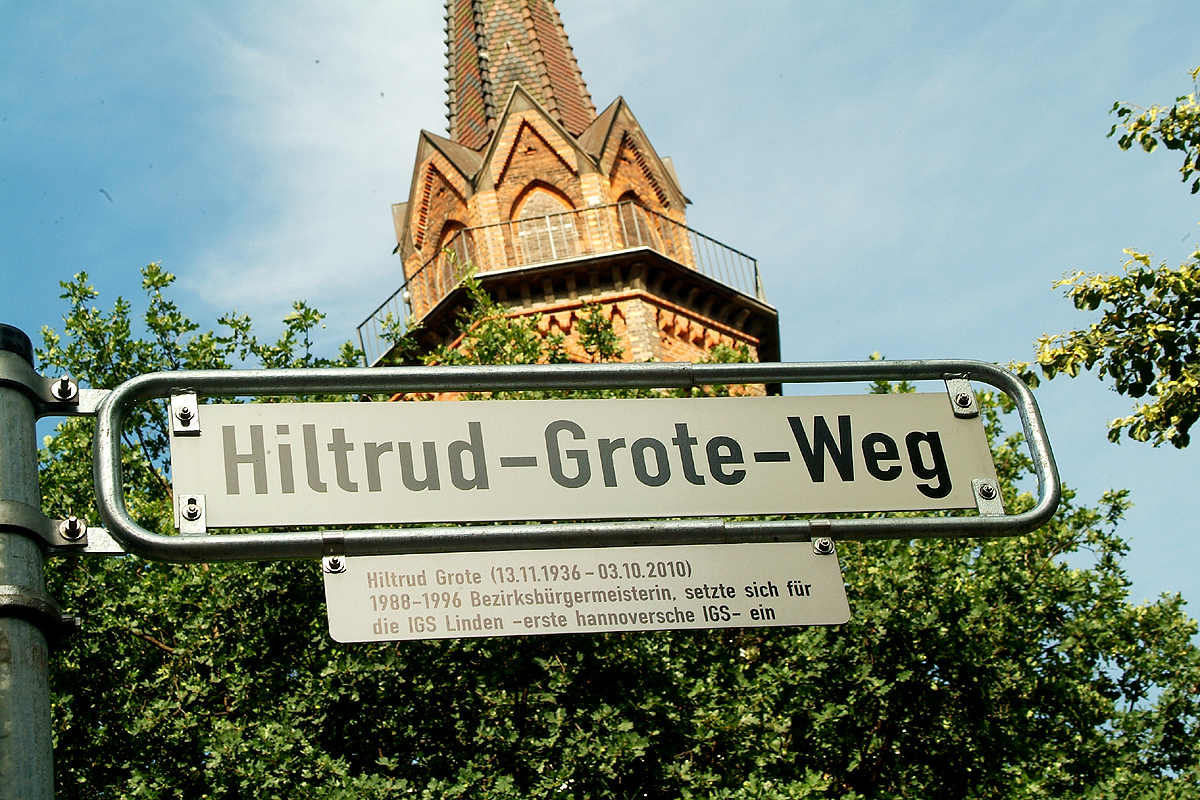
Hiltrud-Grote-Weg mit Legenden-Tafel zur Biographie der Bezirksbürgermeisterin Hiltrud Grote, hier zwischen der St. Martinskirche und der IGS Linden

In den 1960er Jahren wurde in der Bundesrepublik eine Debatte über den „Bildungsnotstand“ geführt.:3 Verschiedene Interessen – Wissenschaftler, Gewerkschaften, Bildungspolitiker und Eltern – sahen es als dringend notwendig, das Schulsystem zu reformieren und Investitionen in die Bildung zu tätigen. Diese Diskussion brachte die Entwicklung der integrierten Gesamtschulen als alternativem Modell zum dreigliedrigen Schulsystem. Im November 1969 beschlossen die Kultusminister der Länder, Schulversuche mit Gesamtschulen durchzuführen. In Niedersachsen wurden beispielsweise sieben integrierte und zwei kooperative Gesamtschulen einzurichten. Unterstützung erhielt das Vorhaben insbesondere von der SPD-Politikerin Hiltrud Grote.
Die IGS Linden startete mit dem Schuljahr 1971/72, achtzügig mit 240 Schülerinnen und Schülern (bei insgesamt 604 Anmeldungen).:4 In Linden verfolgte man zwei Schwerpunkte mit dem Schulversuch:
- Die Gesamtschule sollte bestehende Gebäude nutzen und
- computergestützte Lernmethoden sollten erprobt werden.

Wissenschaftlich begleitet wurde die Schule zu Beginn von Kurt Aurin von der Technischen Universität Hannover. Anfangs bestanden noch keine konkreten Vorschriften zum Lehrplan, den Stundenplänen und der Benotung. Erst Mitte 1972 erließ der Kultusminister entsprechende Regelungen vor.:4

### Raumnot in den 1970ern

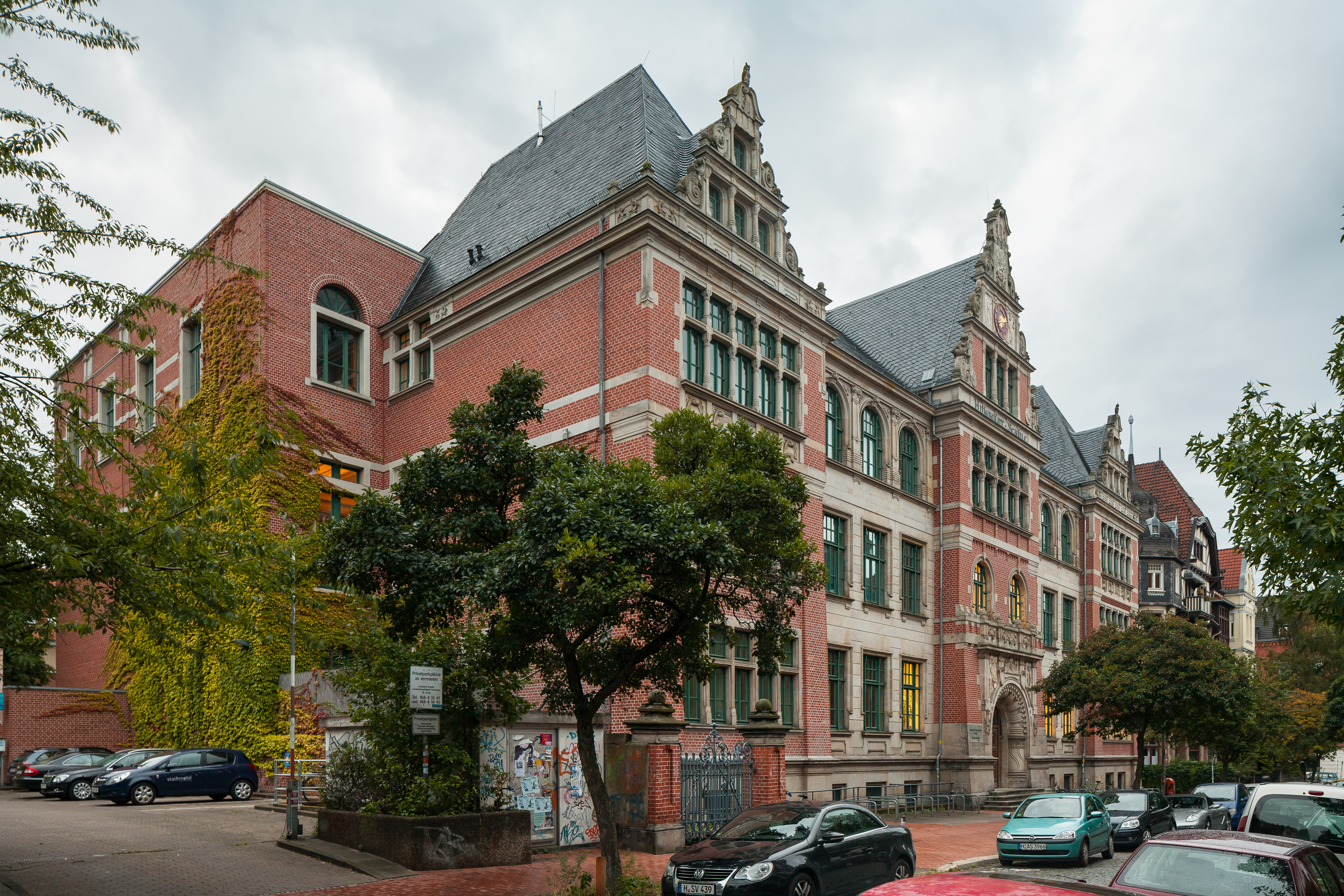
Früheres Gebäude der Humboldtschule, genutzt für die Unterbringung der Oberstufe

Die Schule hatte bereits seit Beginn zu wenig Unterrichtsräume; das Schuljahr 1972/73 startete mit 720 Schülerinnen und Schülern in 24 Klassen.:6 Trotz Bau eines Pavillons mangelte es weiterhin an Platz, insbesondere an Fachräumen für den Naturwissenschaftlichen Unterricht. Im Schuljahr 1973/74 fand Unterricht daher auch in der Eingangshalle statt, die gleichzeitig zur Essensausgabe genutzt wurde. Im Schuljahr 1974/75 stieg die Schülerzahl auf 920.:8 Da sich ein Aus- und Umbau der bestehenden Gebäude nicht vermeiden ließ, zog die IGS Linden zum Schuljahr 1975/76 geschlossen in das neue Schulgebäude am Mühlenberg, in dem auch die IGS Mühlenberg untergebracht wurde. Ein Vorschlag der Schulverwaltung, die Klassen auf verschiedene Gebäude in der näheren Umgebung zu verteilen, fand nur Ablehnung.:6 Die überwiegend in Linden und Limmer wohnenden Schüler waren nun auf Fahrdienste mit Bussen angewiesen, die von der Stadt bereitgestellt wurden.:10 Zahlreiche Proteste begleiteten den Umzug, in der Tagespresse fiel wiederholt der Ausdruck „Exil“.:8–9 Im Mai 1977 kehrte die IGS Linden, nun 1440 Schülerinnen und Schüler umfassend, in den ausgebauten Lindener Schulkomplex zurück.:13 Die mit dem Schuljahr 1977/78 notwendig gewordene Sekundarstufe II musste wieder auf die Einrichtung am Mühlenberg zurückgreifen. Zusätzlich wurde das Gebäude der ehemaligen Humboldtschule in der Beethovenstraße umgebaut, die 1981 für die Oberstufe bereitstehen sollte.:14–15

### Derzeitige Situation

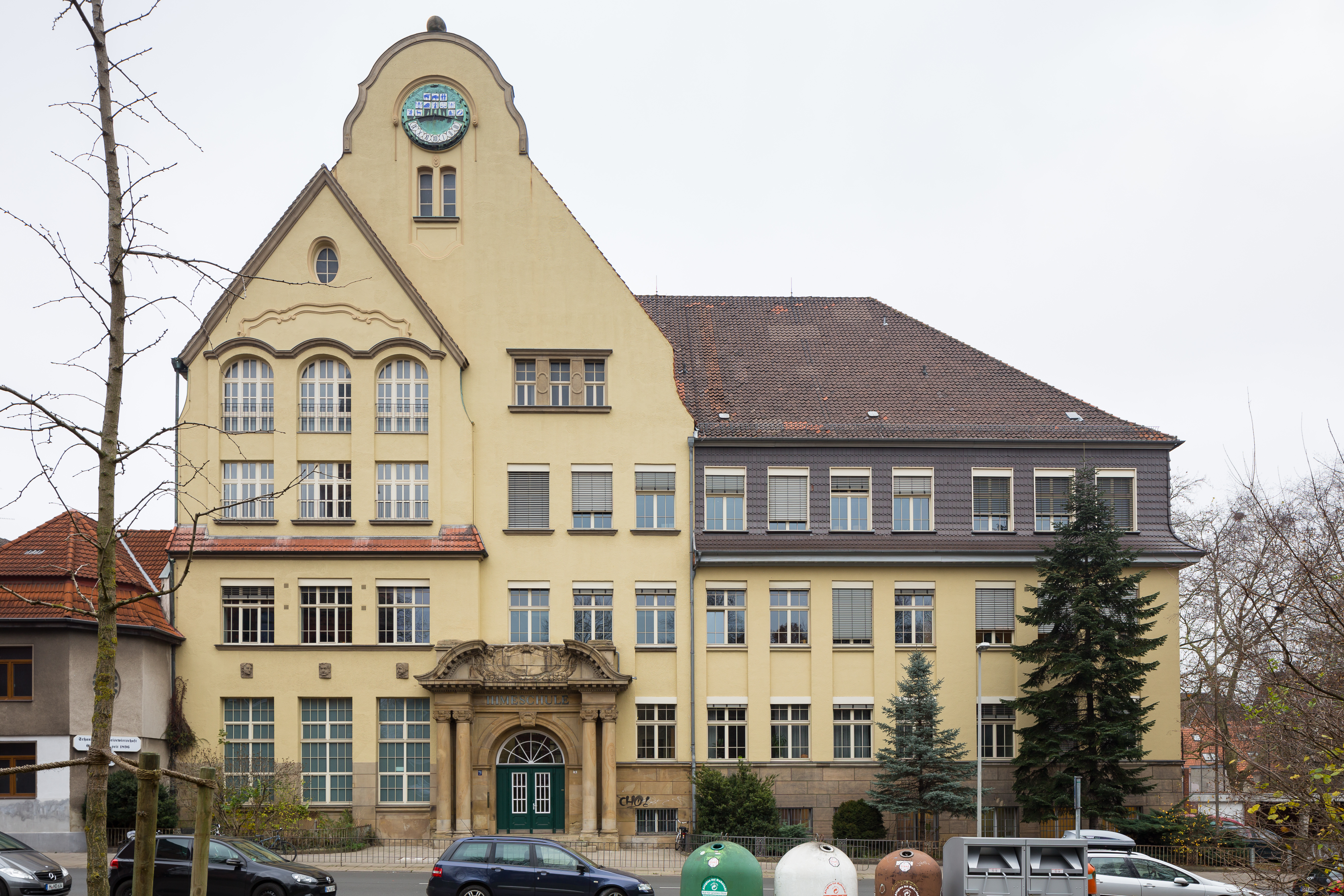
Das gemeinsam mit der Helene-Lange-Schule genutzte Gebäude der früheren Ihmeschule

Die Hauptstelle der Schule, die die Sekundarstufe I mit den Jahrgängen 5 bis 10 beherbergt, befindet sich in der Straße am Lindener Berge 11, die Sporthalle liegt nicht weit entfernt auf dem Lindener Berg. Die Hauptstelle besteht aus den Räumen der ehemaligen städtischen Mittelschule, einer angrenzenden ehemaligen Grundschule und einem hinzugebauten Neubau.
Die Nebenstelle, in der die Jahrgänge 11 bis 13 untergebracht sind, befindet sich in der nahen Beethovenstraße 5. Dort bezog sie bei Gründung der Oberstufe das ehemalige Gebäude des Gymnasiums Humboldtschule Hannover, das in einen Neubau in der Ricklinger Straße umzog.
Im Jahr 2014 zog der siebte Jahrgang der IGS Linden in das Gebäude der auslaufenden Ihmeschule, einer Förderschule, in der nahegelegenen Badenstedter Straße. Die IGS Linden teilt sich das Gebäude mit dem Lindener Gymnasium Helene-Lange-Schule, das dort eine Außenstelle betreibt.
Im Schuljahr 2014/15 hat sie ca. 1350 Schüler und ca. 130 Lehrer einschließlich Förderlehrkräften. Zu diesem Zeitpunkt ist die Schule in der gesamten Sekundarstufe I sechszügig mit ca. 150 Schülern pro Jahrgang. Etwa gleich hoch sind die Schülerzahlen auch in der Sekundarstufe II, da die Schule eine von nur vier der elf hannoverschen IGSen ist, die eine eigene Oberstufe haben und im 11. Jahrgang traditionell zahlreiche Schulwechsler aus anderen Schulen aufnehmen.
Die Schule ist eine gebundene Ganztagsschule, der Unterricht beginnt um 8:15 Uhr und endet montags bis donnerstags um 16:10 Uhr, freitags um 13:25 Uhr. Jedoch haben nicht immer die Schüler die komplette Woche lang die angestrebte Unterrichtszeit.
Die HAZ publizierte am 27. Februar 2020: „Die Integrierte Gesamtschule in Linden soll ein neues Gebäude bekommen. Der Rat votierte nahezu einstimmig für die Forderung des Mehrheitsbündisses (SPD, Grüne, FDP), alternative Standorte für die Schule zu prüfen und die Planungen bis spätestens 2030 abzuschließen.“

### Fremdsprachenangebot
Als erste Fremdsprache wird Englisch ab der 5. Klasse weitergeführt. Ab der 6. Klasse kann darüber hinaus Latein, Spanisch oder Französisch gewählt werden.

## Schulgebäude Am Lindener Berge Nr. 12

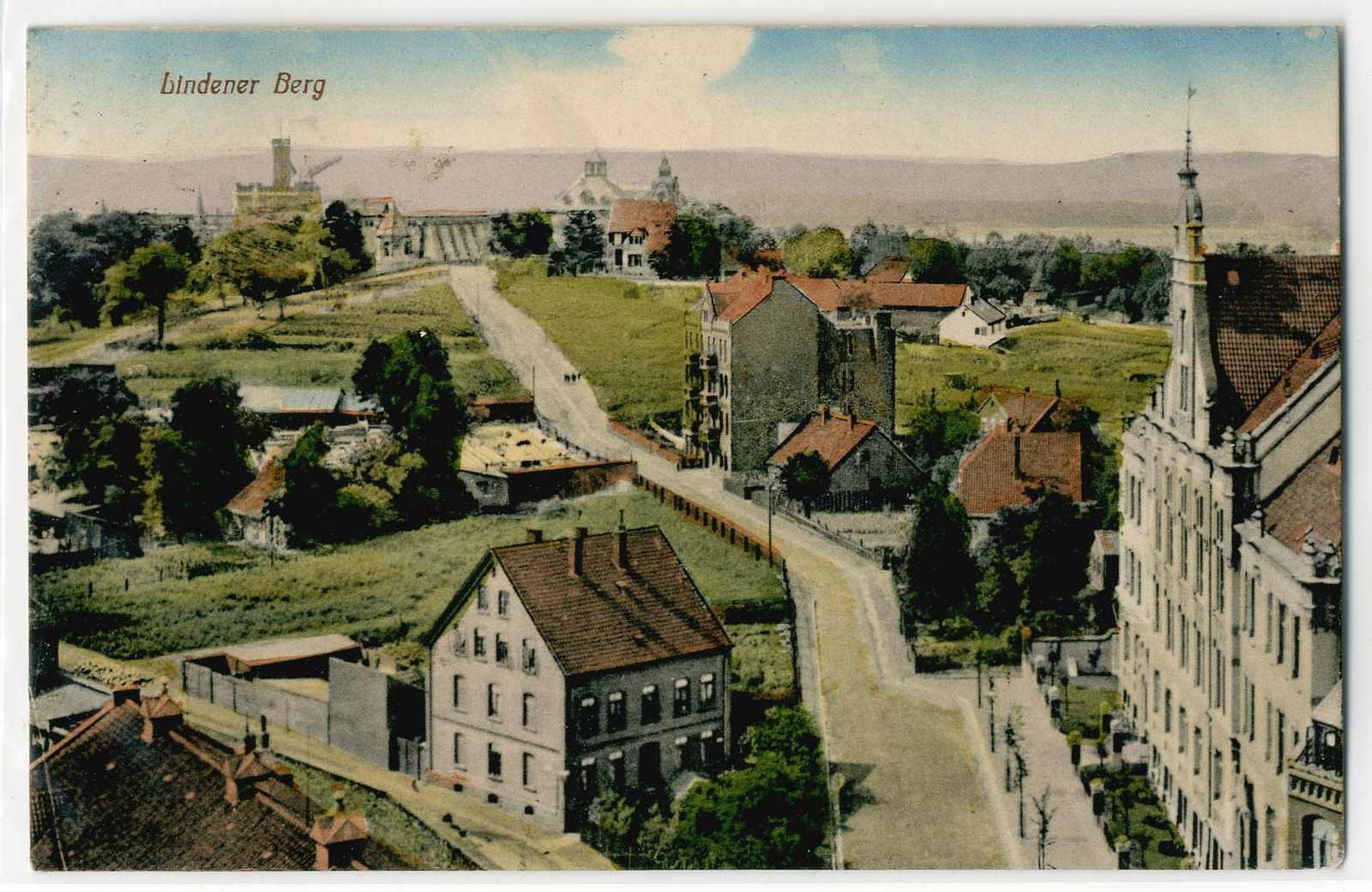
Blick um 1905 vom Turm der Martinskirche in Richtung Wasserhochbehälter; rechts die ehemalige Städtische Mittelschule

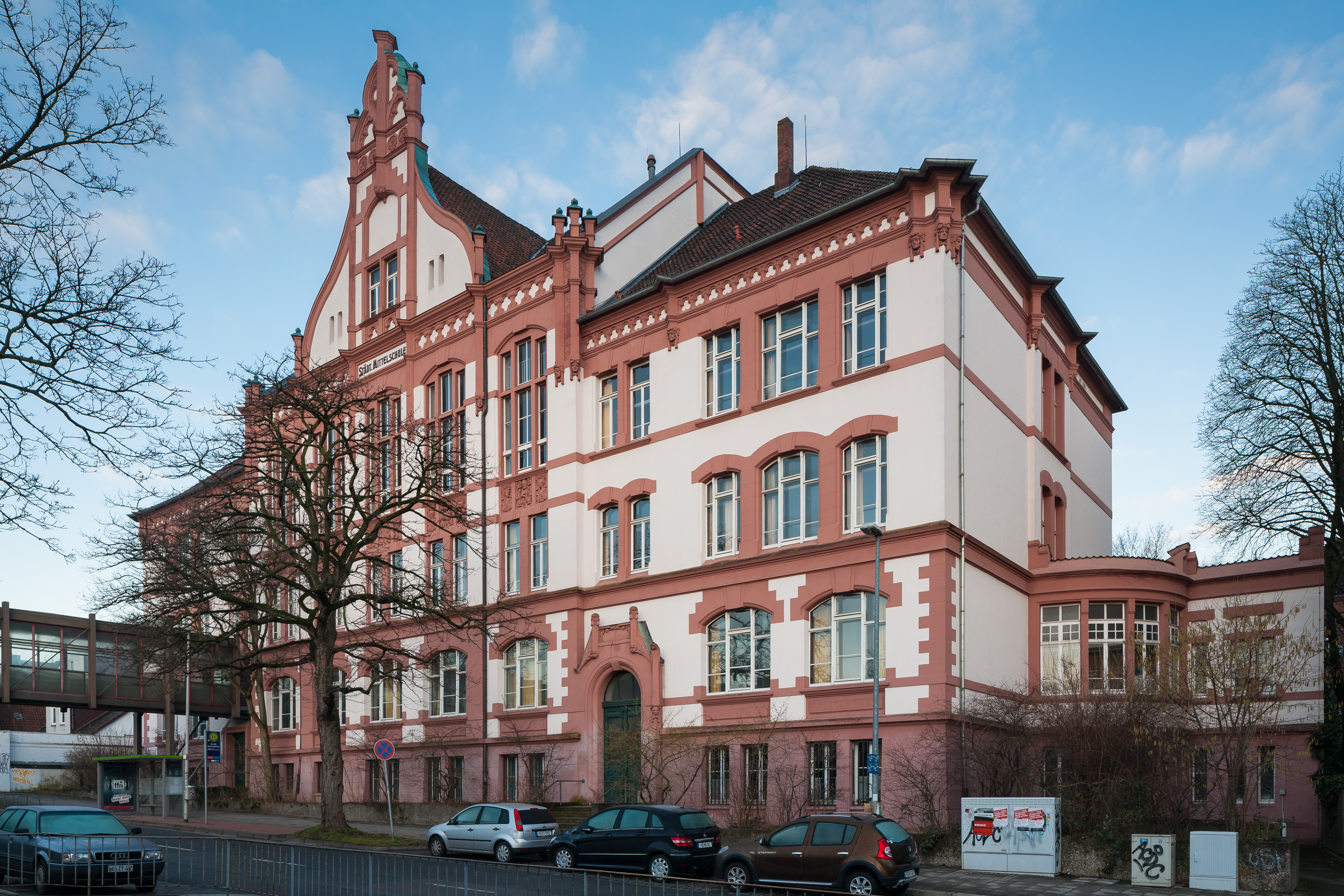
Nordost-Seite mit dem unveränderten Eingangsportal (zu sehen hinter dem schwarzen Fahrzeug;)

Das Schulgebäude Am Lindener Berge Nr. 12 stammt aus dem Jahr 1905.:120 Der Architekt Georg Fröhlich entwarf das als Städt. Mittelschule eröffnete Haus. Es war das vorletzte Schulgebäude, das in der damals eigenständigen Stadt Linden entstand. Den Bau kennzeichnet ein Mittelrisalit mit fünf Achsen, der oben mit einem geschweiften Zwerchgiebel abschließt. Dreigeschossige Seitenflügel mit je vier Achsen umgeben den Mittelrisalit, den Seitenflügeln schließen sich eingeschossige Bauten mit Walmdach an. Die Eingänge befinden sich in den Seitenflügeln. Sie sind portalartig ausgeführt und werden durch Eulenfiguren, als Anspielung auf ein typisches Attribut der Pallas Athene, der griechischen Göttin der Weisheit. Das südliche Portal wurde später verändert: Es erhielt Anschluss an eine überdachte Fußgängerbrücke, die das Schulgebäude mit den Neubauten auf der gegenüberliegenden Straßenseite verbindet. Die Fassade prägt ein eher dezentes Dekor, bei dem Elemente der Spätgotik bzw. Frührenaissance mit denen des Jugendstils verknüpft werden. Das Lindener Wappen in der Mitte der Brüstungszone vom zweiten Obergeschoss deutet auf den Bauherren hin. Schmückende Reliefs umgeben das Wappen mit Köpfen, Halbfiguren und Pflanzenranken. Dargestellt wird ein unterrichtender Lehrer zwischen einem Jungen und einem Mädchen.
1926 wurde das Schulgebäude im Norden um eine Turnhalle erweitert.:120

## Veröffentlichungen
- Integrierte Gesamtschule Hannover-Linden / IGS Linden, Hannover o. J. (1978)
- Integrierte Gesamtschule Hannover Linden 1971-1981, Red.: Hans-Peter Kirsten u. a., Hannover 1981
- Oco Dehne, Walther Engel: 10 Jahre IGS Linden ... trotz alledem ... Lieder, Illustrationen, Berichte, Gedichte (mit Zeittafel), Spranger, Hannover 1981
- Geschichte der Schule im Stadtteil Linden: Dokumente und Materialien, Mitarb. Marina Barczewski, IGS Linden, Hannover 1983
- Hans Asbeck: Der große Unterschied, IGS Linden, Hannover 1992
- Förderverein der IGS Linden e.V. (Hrsg.): 25 Jahre IGS Hannover-Linden 1971-1996, Hannover-Linden, 1996
- Hans Asbeck, Gert Busch, Walther Engel, Dietmar Franke, Sieglinde Kaczmarek, Christoph Walther (Red.): Die Beethovenstrasse: 1898 - 1998, Hrsg. von der IGS Hannover-Linden, Printagentur Baumgart: Hannover-Linden 1998
- Jugendtreff Linden-Nord, IGS Hannover-Linden (Hrsg.): Streitschlichtung an der IGS Linden, Projekt Gernie: ein Projekt zur Gewaltprävention in Kooperation von Jugendhilfe und Schule, CD-ROM und Broschüre, Hannover 2004
- Jugendtreff Linden-Nord, IGS Hannover-Linden (Hrsg.): Sozialtraining, Projekt Gernie: ein Projekt zur Gewaltprävention in Kooperation von Jugendhilfe und Schule, Dokumentation, Praxismappe und CD-ROM, 3., überarb. Aufl., Hannover, 2006
- Integrierte Gesamtschule Hannover-Linden: Eltern(themen)abende für Eltern mit Migrationshintergrund : eine Projektdokumentation als Handreichung für „NachahmerInnen“, CD-ROM, Hannover 2007